# Blecha kočičí
Blecha kočičí (Ctenocephalides felis) je druh parazitického hmyzu patřící do řádu blechy. Je parazitem zejména koček a psů, ale byla nalezena i na ovcích, telatech, kozách, hlodavcích, králících a také na člověku. Je rozšířena po celém světě čili kosmopolitně.

## Popis
Dospělá blecha je zbarvena červenohnědě, někdy černě, larva je bílá se zřetelnou hnědou hlavou. Dospělec je velký 1–3 mm a má silné zadní nohy, které slouží ke skákání a běhu; beznohá larva měří okolo 0,5 mm. Velké skoky umožňuje bleše mj. látka resilin, avšak před dalším skokem musí blecha určitou dobu počkat, než se látka doplní. Dospělec žije čtyři až pětadvacet dní. Dříve, než se larva promění v dospělce, musí projít stadiem kukly. Vlákno kokonu (zámotku) je lepkavé a lehce se na něj nalepují různé nečistoty, které chrání kuklu před vysycháním a také slouží jako maskování.
Blechy dokážou až 200krát přeskočit vlastní délku, doskočí tedy asi 20 cm vysoko a až kolem 35 cm daleko.
Od podobné blechy psí (Ctenocephalides canis) lze blechu kočičí odlišit mikroskopicky – (1) v krajině čelního štítku má plošší hlavu, (2) má delší první zub v lícním hřebenu.

## Životní cyklus
Životní cyklus blechy kočičí patří k proměně dokonalé (vajíčko, larva, kukla, dospělý jedinec). Bleší samička denně snese 20–50 vajíček. Vajíčka jsou hladká, neudrží se na těle hostitele a spadnou někam, kde se z nich za jeden až deset dní vylíhnou larvy. Larvy se živí biologickým materiálem v prostředí včetně výkalů dospělých blech, zakuklí se a z kukly se líhne dospělý jedinec. To, že většina vývojových stadií blechy (vajíčka, larvy, kukly) žije mimo hostitele, je jedním z problémů při boji proti blechám. Vajíčka, larvy i kukly jsou většinou odolné vůči nepříznivým podmínkám, přičemž larvy jsou méně odolné proti vyschnutí než vajíčka. Kokon (zámotek) slouží larvám jako ochrana před predátory (např. mravenci). Dospělá blecha již parazituje na svém hostiteli, živí se krví, ale využije jen malou část – většinu krve vyloučí s výkaly, které jsou po rozmáčknutí typicky červené. Pouze dospělá blecha je schopná reprodukce, jen v tomto stadiu můžeme rozlišit samičku a samečka. Délka vývoje závisí na vnějších podmínkách, v létě vývoj trvá 4–5 týdnů, v zimě déle.

## Nemoc
Blecha kočičí je parazit, který může hostiteli způsobit více různých nepříjemností – může být přenašečem chorob, může hostitele celkově oslabit aj. Bleší sliny obsahují látky, které zabraňují srážení krve, a díky tomu se může blecha dostatečně nasytit. Látky vyvolávají alergickou reakci hostitele, hostitel má tendenci se škrábat a může si způsobit hnisání či ekzémy. Dále mohou blechy přenést na svého hostitele tasemnici psí. Vzhledem k tomu, že se blechy živí krví, mohou být nebezpečné pro malá nebo křehká zvířata – mohou způsobit chudokrevnost štěňat, koťat či dospělých zvířat malých plemen, která mohou následkem anémie i uhynout.
Vzácněji blechy přenášejí tyfus[nepřesný odkaz] a mor myší.

### Důkaz blech
Pokud má kočka nebo pes delší srst, je těžké najít dospělou blechu. Ovšem lze najít černé kuličky – výkaly blech se zbytky nestrávené krve, které po rozmáčknutí zčervenají. Další indicií je hubnutí nebo ekzém. Pokud se zvíře škrábe, pečlivě prohlédneme kořen ocasu, příp. je postavíme na bílý podklad a kartáčem pročešeme srst. Přítomnost blech prokazují bleší výkaly.
Nejlepší způsob, jak zjistit, jestli zvíře má blechy, je vyčesat zvíře kartáčem nebo hřebenem a vyčesané chlupy položit na savý papír (kuchyňská papírová utěrka) a postříkat vlažnou vodou. Pokud se na papíře objeví červené skvrny (zbytky výkalů blechy, krev zvířete), je zvíře napadeno blechami.

### Léčba
Mezi nejběžnější prostředky proti blechám patří spreje, šampóny, tablety a speciální obojky. Souběžně je třeba uklidit celou domácnost – vyklepat a vyluxovat pelíšky, deky, čalounění (sáček neponechávat ve vysavači!). Prostředky proti blechám můžeme rozdělit do dvou skupin: adulticidy hubí dospělé jedince, zatímco růstové regulátory zabraňují vývoji vajíček. Oba typy prostředků mají své výhody i nevýhody. V prvním případě musí dojít k přímému kontaktu hubicí látky s blechou, takže je nutné kromě zvířete ošetřit i domácnost. Nevýhodou růstových regulátorů je, že nezabrání usazení blechy na kočce či psu; ovšem jakmile blecha začne sát krev, nasaje látky zabraňující vývoji vajíček, která naklade. Optimálním řešením je proto kombinovat oba typy prostředků.

## Poddruhy
Dnes existují čtyři poddruhy Ctenocephalides felis a všechny tyto poddruhy jsou ektoparaziti převážně masožravých savců. Ctenocephalides felis strongylus a Ctenocephalides felis damarensis žije pouze v Africe, Ctenocephalides felis orientis se nachází v jihovýchodní Asii a východní Indii a poddruh Ctenocephalides felis felis je rozšířen po celém světě.